# Perixerus squamipennis
Perixerus squamipennis är en insektsart som beskrevs av Gerstaecker 1873. Perixerus squamipennis ingår i släktet Perixerus och familjen gräshoppor. Inga underarter finns listade i Catalogue of Life.